# 舊帕佐瓦

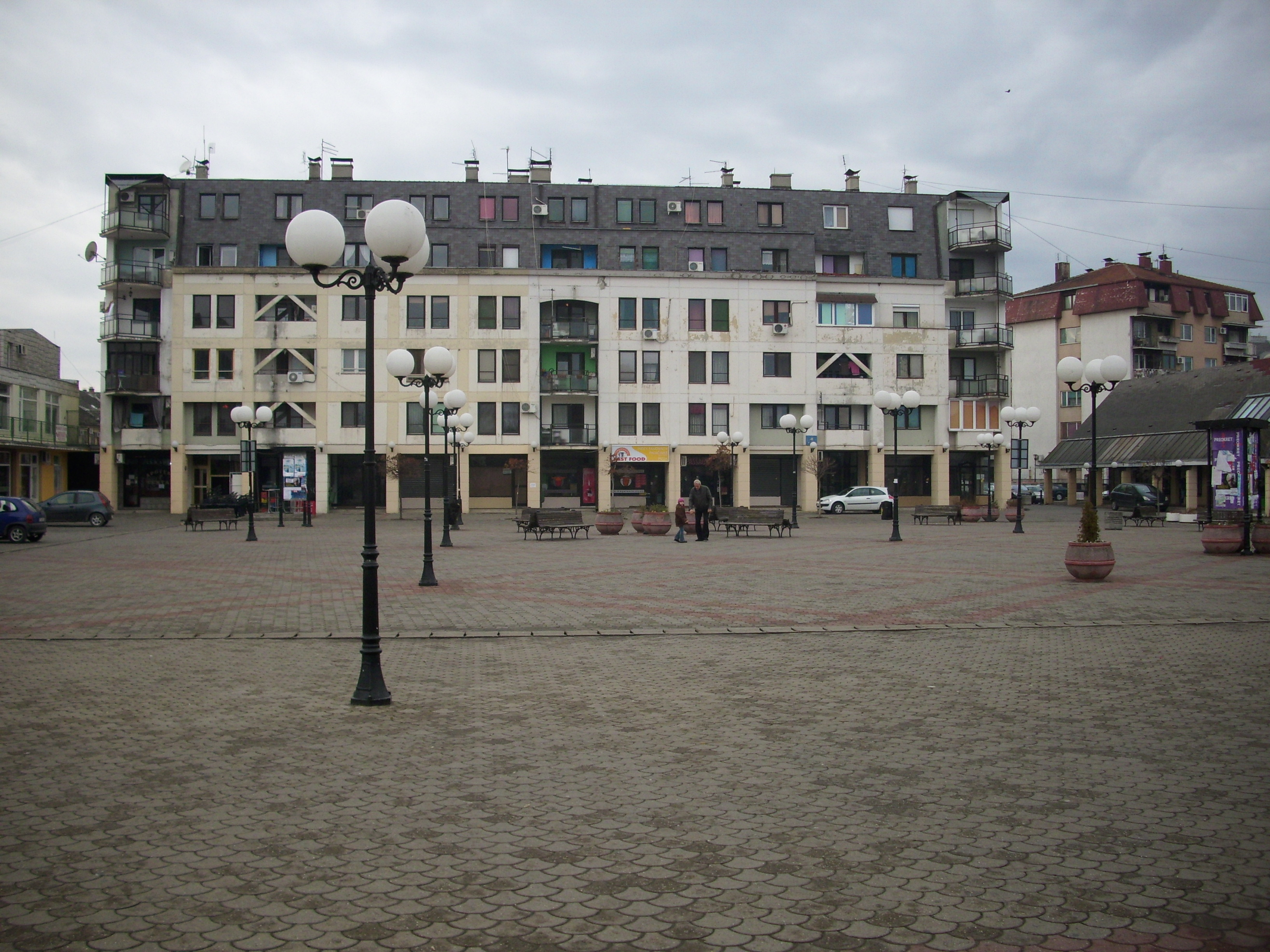

舊帕佐瓦是塞爾維亞的城鎮，由斯雷姆州負責管轄，位於該國北部，距離首都貝爾格萊德35公里，面積49平方公里，海拔高度76米，受溫帶大陸性濕潤氣候影響，每年平均降雨量約600毫米，2011年人口18,429。

## 外部連結
- Municipality of Stara Pazova - Official Website （页面存档备份，存于）
- Elementary School "Boško Palkovljević-Pinki" （页面存档备份，存于） (in Serbian)
- Stara Pazova Municipality (in Serbian)
- Pazova Cafe Forum （页面存档备份，存于） (in Serbian)
- Radio station Stara Pazova (in Serbian)
- Municipalities of Vojvodina[永久]
- Oglasi Stara Pazova （页面存档备份，存于）
- Sremski Oglasi
- Auto Oglasi （页面存档备份，存于）